# طابزة (حرض)

تعديل مصدري - تعديل

طابزة هي إحدى قرى عزلة حرض بمديرية حرض التابعة لمحافظة حجة، بلغ تعداد سكانها 750 نسمة حسب تعداد اليمن لعام 2004.